# David S. Addington

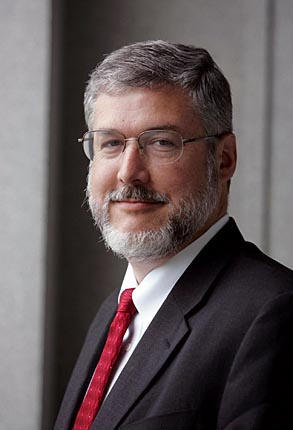
David S. Addington

David S. Addington (* 22. Januar 1957 in Washington, D.C.) ist ein US-amerikanischer Jurist und ehemaliger Regierungsbeamter. Er wurde Ende Oktober 2005 als Nachfolger von Lewis Libby zum Stabschef des damaligen Vizepräsidenten der Vereinigten Staaten, Dick Cheney, ernannt. Diesen Posten hatte er bis zum Ende von Cheneys Amtszeit im Januar 2009 inne; sein Nachfolger wurde Ron Klain.

## Leben
Addington absolvierte 1974 die Sandia High School in Albuquerque, New Mexico. Danach besuchte er ab Herbst desselben Jahres die United States Naval Academy in Annapolis, die er aber nicht abschloss. Er ist Absolvent der Edmund A. Walsh School of Foreign Service an der Georgetown University (summa cum laude) und schloss an der Duke University School of Law als Juris Doctor ab. Als Anwalt wurde er im Jahr 1981 zugelassen.
Addington arbeitete von 1981 bis 1984 als Assistant General Counsel für die Central Intelligence Agency. 1984 bis 1987 war er Berater für verschiedene Ausschüsse zur Außenpolitik und den Senatsausschuss zur Untersuchung des Iran-Contra-Skandals. 1987 assistierte er Ronald Reagan bei legislativen Angelegenheiten. Von 1989 bis 1992 diente Addington als Special Assistant dem damaligen Verteidigungsminister Cheney, bevor er 1992 von Präsident George Bush zum General Counsel des Department of Defense ernannt wurde. 1993 und 1994 war Addington Personaldirektor des Senate Intelligence Committee. Danach arbeitete er sechs Jahre von 1995 bis 2001 als Anwalt in eigener Praxis für verschiedene Kanzleien und der American Trucking Association.

## Bush Six
David Addington ist einer von den sechs hochrangigen Mitgliedern der Regierung von G. W. Bush, die im Rahmen des sogenannten War on Terror Foltertatbestände juristisch legitimiert hatten. Der spanische Untersuchungsrichter Baltasar Garzón leitete deshalb im Jahr 2003 Ermittlungen gegen diese sogenannten „Bush Six“ ein und eröffnete 2009 ein Verfahren.

## Verurteilung wegen Kriegsverbrechen durch die KLWCC
Im Mai 2012 wurde David Addington zusammen mit dem ehemaligen US-Regierungsberater William Haynes II sowie dem ehemaligen US-Präsidenten George W. Bush, dem ehemaligen Vizepräsidenten Dick Cheney, dem ehemaligen Verteidigungsminister Donald Rumsfeld, den früheren stellvertretenden Generalstaatsanwälten John Yoo und Jay Bybee, sowie dem ehemaligen Generalstaatsanwalt Alberto Gonzales von der Kuala Lumpur War Crimes Commission (KLWCC) einstimmig der Begehung von Kriegsverbrechen, insbesondere Folter, für schuldig befunden und in Abwesenheit verurteilt. Das Gericht überbrachte seine Ergebnisse der Chefanklägerin des Internationalen Strafgerichtshofs in Den Haag.

## Nachweise
1. ↑  The Bush Six to Be Indicted, thedailybeast.com, 13. April 2009
2. ↑  The Bush Six, newyorker.com, 13. April 2009
3. ↑  Bob Holt: Are George W. Bush and Dick Cheney war criminals? Malaysian court says 'yes'. In: NewJerseyNewsroom.com. 15. Mai 2012, archiviert vom Original am 18. Mai 2012; abgerufen am 6. November 2015 (englisch).
4. ↑  Yvonne Ridley: Bush Convicted of War Crimes in Absentia. Foreign Policy Journal, 12. Mai 2011, abgerufen am 25. Oktober 2024 (englisch).

| Personendaten    | Personendaten                                  |
| ---------------- | ---------------------------------------------- |
| NAME             | Addington, David S.                            |
| KURZBESCHREIBUNG | US-amerikanischer Jurist und Regierungsbeamter |
| GEBURTSDATUM     | 22. Januar 1957                                |
| GEBURTSORT       | Washington, D.C., Vereinigte Staaten           |